# Spheron
Spheron ist eine deutsche Death-Metal-Band aus Ludwigshafen am Rhein, die im Jahr 2007 unter dem Namen Immanuel Cunt gegründet wurde.

## Geschichte
Die Band wurde im Jahr 2007 unter dem Namen Immanuel Cunt gegründet. Da laut Tobias Alter jedoch viele Leute dachten, dass es sich hierbei um eine Porngrind-Band handeln würde, änderte die Gruppe ihren Namen bald in Spheron. Seit März 2008 existiert die Band in ihrer aktuellen Besetzung mit dem Sänger Daniel Spoor, den Gitarristen Tobias Alter und Mark Walther, dem Bassisten Matthias Minor und dem Schlagzeuger Tobias Blach. Im Herbst 2008 nahm die Band ihr erstes Demo auf. Im Juli 2010 folgte die EP To Dissect Paper. Das Debütalbum Ecstasy of God erschien im Juli 2013 über Apostasy Records. Die Aufnahmen zum Album waren bereits im Juli des Vorjahres beendet, jedoch hatte sich die Veröffentlichung aufgrund von Problemen mit der Covergestaltung verzögert.

## Stil
Laut Matthias Olejnik von metal.de sei die Band zwischen Technical- und Progressive-Death-Metal einzuordnen. Laut Björn Thorsten Jaschinski vom Rock-Hard-Magazin sei das Album Ecstasy of God eine Mischung aus Progressive- und Death-Metal. Der Titel soll laut Mark Walther durch einen Songtext der Band Deadborn inspiriert worden sein. Die Lieder des Albums befassen sich unter anderem mit einer Idee von Eduard von Hartmann, die Tragik der Allmende oder die Entstehung des Ichs. Musikalisch wurde die Band unter anderem durch Gruppen wie Metallica, Death und Nile beeinflusst.

## Diskografie
- 2008: Demo 2008 (Demo, Eigenveröffentlichung)
- 2010: To Dissect Paper (EP, Eigenveröffentlichung)
- 2013: Ecstasy of God (Album, Apostasy Records)
- 2016: A Clockwork Universe (Album, Apostasy Records)